# Doble super-8

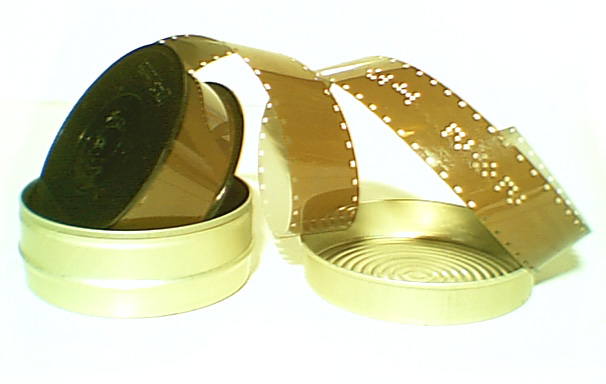
Bobina de pel·lícula de Doble super-8 de 10 metres, que un cop filmada per ambdós costats i dividida longitudinalment es converteix en 20 metres.

El Doble super-8 és una variant de presentació de la pel·lícula de super-8 que Eastman Kodak comercialitzà el 1965. Aquesta empresa estatunidenca va millorar el format del Doble 8 amb la idea de fer-lo més accessible al gran públic.
Va fer aparèixer el seu nou format sota 2 presentacions diferents: una en forma de cartutx llest per a filmar, i una altra en bobines tal com es venia el Doble 8. La idea era satisfer 2 tipus diferents d'usuaris: aquells que només volien filmar els seus records familiars i els que podien donar-li un ús semi-professional.

## Com el Doble 8
La idea era proporcionar el nou format super-8 amb la mateixa presentació que el doble 8. La pel·lícula s'oferia en bobines de 16 mm d'ample i amb les perforacions laterals del super-8. Un cop filmada per ambdós costats, es revelava, es dividia en dos i s'unien els dos extrems, quedant del doble de longitud. La casa encarregada de fer càmeres per aquest sistema va ser la companyia francesa Pathé Frères, competidora de la Eastmann Kodak, però que en aquell temps va ser adquirida per aquesta última. Eren càmeres pensades per a aficionats que buscaven una major qualitat d'imatge i preparades per utilitzar rotlles de fins a 120 metres de pel·lícula.
La primera càmera per a aquesta variant de super-8 va ser la Pathé DS8/BTL Professional Reflex, que disposava d'una torreta triple d'objectius intercanviables. La muntura era de tipus C i els objectius estàndards eren Angenieux f/1.9 8-64 mm yf/1.2 6-90 mm. L'obturador era variable i es podia tancar per sectors. La cadència de filmació arribava fins als 80 fps (fotogrames per segon). Es tractava d'una adaptació de la Pathé Webó realitzada per a 16 mm. Després aquesta càmera, al llarg dels '70, la Pathé va anar adaptant els models que fabricava per al format 16 mm .
Cal fer esment d'una altra primera càmera que va aparèixer al cap de poc. Es tracta de la Elmo C300 que la casa japonesa Elmo va fabricar amb sàvia resolució. Resulta que en aquells anys al voltant de 1965 hi havia 2 formats de pas 8 mm i diversos sistemes de presentació dels formats. Així doncs, va fabricar una càmera en que la part del darrere o carregador, on hi havia allotjada la pel·lícula, era de posar i treure. Fabricava tres carregadors diferents per allotjar la pel·lícula: un per Doble 8, un altre per super-8 i un altre per Single 8. Amb una mateixa càmera es podia filmar en tots els formats. I, al cap de poc, va fabricar inclús un carregador per al Doble super-8. La C300 va ser tot una fita d'enginy, qualitat i prestacions.

## Emulsions a DS8
Quan l'empresa Eastman Kodak va proposar aquesta variant de super-8, va mantenir la mateixa oferta de pel·lícula cinematogràfica que per al Doble 8. I va proposar dues emulsions: la Kodachrome II A i la Kodachrome II D. La primera equilibrada per llum de focus amb una temperatura de color de 3400 K i una sensibilitat de 40 ASA i, la segona, per llum de dia de 5900 K i una sensibilitat de 25 ASA. Les càmeres de super-8 amb cartutx, en tenir el filtre de llum de dia tipus Wratten 85A, només van tenir a l'abast la pel·lícula Kodachrome II 40A. Quan va aparèixer l'emulsió millorada, la Kodachrome 40A, a mitjans dels anys '70, per Doble super-8 aparèixer també la Kodachrome 25D.
En els anys 1970, Eastman Kodak va seguir apostant per aquesta variant dirigida al mercat professional amb l'aparició d'altres emulsions:
- Ektachrome COMMERCIAL, 25 ASA, A, 3400 K, procés ECO-3
- KODAK Ektachrome EF, 25 ASA, B, 3200 K, procés ME-4
- KODAK 4X 7277, 400 ASA, pancromàtica
- KODAK PLUS-X 7276, 40 ASA, pancromàtica
- KODAK TRI-X 7278, 160 ASA, pancromàtica

A part d'aquesta pel·lícula fabricada en "l'eix occidental", hi va haver una altra gama fabricada més enllà del teló d'acer. A la República Democràtica Alemanya la casa Orwo va posar diverses emulsions a disposició dels aficionats. També va treure pel·lícula la fàbrica Svema d'Ucraïna. Les dues cases nodrien la variada oferta de càmeres que es va fer a l'Europa Oriental per al DS8.

## Doble super-8 avui
El DS8 va tenir a la seva disposició un bon elenc de càmeres cinematogràfiques per poder satisfer els aficionats. Les càmeres més barates i assequibles van ser fabricades a Europa de l'Est per la Zenith, la Lomo o la Meopta. En aquells països era tradicional vendre la pel·lícula per Doble 8 o super-8 a metres. Molts aficionats d'aquests països tenien a mà cartutxos recarregables de super-8 i adquirien la pel·lícula a metres.
Les millors càmeres van ser manufacturades a França per la Pathé, que passà a ser propietat de la Eastman Kodak. I es van fer intents de modificar per a aquesta variant de super-8, algunes càmeres provinents del format superior: del 16 mm. Així doncs, la marca Arri va arribar a fabricar una desena de càmeres de la seva ARRIFLEX 16 ST. La casa Aaton va fabricar un prototip que no va arribar a ser llançada al mercat. I, el 2007, la casa Ikonoscop, fabricant de la càmera de 16 mm A-CAM 16 SP, va proposar l'adaptació d'aquesta càmera per al mercat de DS8, encara que sense arribar a sortir.
Pel que fa a material sensible, cal dir que la casa creadora d'aquesta variant de DS8, va deixar de fabricar-la. Encara que hi havia bones bases per pensar que el DS8 trigaria molt a desaparèixer. Encara queda pel·lícula a disposició dels aficionats. I és gràcies sobretot a la Wittner Cineteca d'Alemanya que aquesta variant es manté. Aquesta casa alemanya venedora de material cinematogràfic de pas estret, fa temps que ofereix pel·lícula DS8. I a part d'això van ampliar la gamma d'emulsions disponibles, perforant material sensible de 35 mm i adaptant-lo al format DS8. Així es van proveir de maquinària per a poder perforar el material en tots els formats de pas estret.
Altres cases mantenen material sensible DS8 com la també alemanya Kahl. I el 2007 va aparèixer, per primera vegada en super-8 i DS8 una emulsió de gran qualitat. Es tracta de la FUJI Velvia 50 que la GK Film GmbH d'Alemanya en col·laboració amb la Super 8 Lab d'Holanda van posar en circulació. Aquesta empresa va ser batejada com Cinevia.
Aquestes cases esmentades, són cases comercials que no fabriquen material sensible, sinó que l'adapten mitjançant eines de perforació i retall. A començament del s.XXI, a part de la Fuji Photo Film i de la Eastman Kodak, hi havia altres cases fabricants de pel·lícula, com la Orwo d'Alemanya o la Foma de Txèquia. I feliçment per als aficionats, ambdues han fabricat emulsió en blanc i negre per al DS8.

## Càmeres de DS8

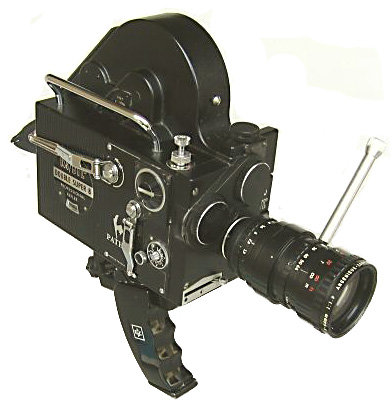
1965, PATHE WEBO BTL DS8, primera càmera de DS8, fabricada a França per Kodak-Pathé.

La llista de càmeres que segueix van ser fabricades per Doble super-8. A part d'aquestes, actualment se segueixen adaptant les càmeres de doble 8 tipus Bolex H8 per a aquesta variant de super-8.
- Arriflex DS8 (197?)
- Auto Camex Double Super 8 (1970)
- Canon DS 8 Zoom (1970)
- Elmo C 300 (1966)
- Lomo 2 Super (1969)
- Lomo Super 2x8 Avrora (1969)
- Meopta A 8 G 1 Supra (1968)
- Meopta A 8 G 2 Supra (1968)
- Meopta A 8 L 1 Supra (1971)
- Meopta A 8 L 2 Supra (1971)
- Pathé DS8/BTL Profesional Reflex (1965)
- Pathé DS8/BTL Profesional Reflex 120 m (1965)
- Pathé DS8/BTL II Report Duolight (1970)
- Pathé Electronic DS8 Duolight (1972)
- Pathé Report II Duolight (1981)
- Pathé Webo DS8 BTL (1965)
- Pathé Webo DS8 Report (1977)
- Zenit Quarz 2x8S 1 (196?)
- Zenit Quarz 2x8S 1 M (1968)
- Zenit Quarz 2x8S 2 (197?)
- Zenit Quarz 2x8S 3 (1971)
- Zenit Quarz 2x8S Ш (197?)
- Zenit Quarz 2x8S A (197?)
- Zenit Quarz 10 (197?)
- Zenit Quarz 10 Ш (197?)